# Regmatodon brevicuspis
Regmatodon brevicuspis là một loài rêu trong họ Regmatodontaceae. Loài này được P. de la Varde & J.-F. Leroy mô tả khoa học đầu tiên năm 1947.
Danh pháp khoa học của loài này chưa được làm sáng tỏ. 